# Campagne anglaise
 (septembre 2024).
Si vous disposez d'ouvrages ou d'articles de référence ou si vous connaissez des sites web de qualité traitant du thème abordé ici, merci de compléter l'article en donnant les références utiles à sa vérifiabilité et en les liant à la section « Notes et références ».
 (septembre 2024).
Campagne anglaise est le deuxième roman de Marc Dugain publié en 1999.
L'analyse avec subtilité et finesse de quatre personnages dans leurs difficultés entrecroisées à aimer ou à renoncer, leurs fêlures.

## Anecdote
C'est son premier roman après La chambre des officiers. De son propre aveu, (lors d'une invitation à France inter notamment) il s'agirait d'un "roman nul" qu'il souhaiterait retirer de la vente. S'agissant d'une émission d'humour ("la Bande originale"), il ne faut pas nécessairement prendre ce jugement à la lettre. Il explique ne pas avoir suffisamment travaillé à la structure du roman, trop occupé à ses autres responsabilités à cette époque.